# Sacañet (kommunhuvudort)
Sacañet är en kommunhuvudort i Spanien.   Den ligger i provinsen Província de Castelló och regionen Valencia, i den östra delen av landet, 260 km öster om huvudstaden Madrid. Sacañet ligger 1 046 meter över havet och antalet invånare är 147.
Terrängen runt Sacañet är kuperad, och sluttar österut. Runt Sacañet är det glesbefolkat, med 20 invånare per kvadratkilometer. Närmaste större samhälle är Segorbe, 20,0 km öster om Sacañet. 